# Diodines trilinea
Diodines trilinea là một loài bướm đêm trong họ Noctuidae.